# Список глав манги «Стальной алхимик»
«Стальной алхимик» (яп. 鋼の錬金術師 хаганэ но рэнкиндзюцуси, англ. Fullmetal Alchemist) — манга Хирому Аракавы.
Манга ежемесячно издавалась с августа 2001 года по июнь 2010 года в журнале Shonen Gangan, принадлежащем компании Square Enix. В манге насчитывается 108 глав, опубликованных в 27 томах.
26 января 2012 года издательство Эксмо начало издавать мангу «Стальной алхимик» на русском языке Однако издание прекратилось после третьего тома. . 
31 декабря 2018 года издательство Азбука-Аттикус объявило о новой попытке издать «Стальной алхимик» на русском языке и к 2022 году выпустило его полностью в 18 томах. 

### Список глав
| № | Заглавие | Оригинальное издание | Издание на русском |
| --- | --- | --- | --- |
| 01 | Том 1 | 22 января 2002 ISBN 978-4-7575-0620-6 | Эксмо: 26 января 2012 Азбука: ? |
| - 001. «Два алхимика» (яп. 二人の錬金術師 , Futari no Renkinjutsushi) - 002. «Цена жизни» (яп. 命の代価 , Inochi no Daika) - 003. «Город угольных шахт» (яп. 炭鉱の街 , Tankō no Machi) - 004. «Битва в поезде» (яп. 車上の戦い , Shajō no Tatakai) | - 001. «Два алхимика» (яп. 二人の錬金術師 , Futari no Renkinjutsushi) - 002. «Цена жизни» (яп. 命の代価 , Inochi no Daika) - 003. «Город угольных шахт» (яп. 炭鉱の街 , Tankō no Machi) - 004. «Битва в поезде» (яп. 車上の戦い , Shajō no Tatakai) | Персонажи на обложке - Эдвард Элрик и Альфонс Элрик | Персонажи на обложке - Эдвард Элрик и Альфонс Элрик |
| Два брата-алхимика, Эдвард и Альфонс Элрики, вынуждены иметь дело с Корнелло, коррумпированным религиозным лидером и правителем города Лиор, который использует таинственный красный камень, имитирующий силу Философского камня, чтобы творить «чудеса». Братья Элрики ищут Философский камень, что бы восстановить части своих тел, которые они потеряли, пытаясь воскресить свою мертвую мать. У Эдварда нет левой ноги и правой руки, поэтому ему приходится прибегать к использованию протезов, а Альфонс потерял все тело и теперь его душа прикована к броне. Эдвард побеждает Корнелло, но обнаруживает, что его философский камень - подделка. | | | |
| 02 | Том 2 | 22 мая 2002 ISBN 978-4-7575-0699-2 | Эксмо: 2012 год Азбука: ? |
| - 005. «Трудно быть алхимиком» (яп. 錬金術師の苦悩 , Renkinjutsushi no Kunō) - 006. «Правая рука разрушения» (яп. 破壊の右手 , Hakai no Migite) - 007. «После дождя» (яп. 雨の後 , Ame no Ato) - 008. «Дорога надежды» (яп. 希望の道 , Kibō no Michi) | - 005. «Трудно быть алхимиком» (яп. 錬金術師の苦悩 , Renkinjutsushi no Kunō) - 006. «Правая рука разрушения» (яп. 破壊の右手 , Hakai no Migite) - 007. «После дождя» (яп. 雨の後 , Ame no Ato) - 008. «Дорога надежды» (яп. 希望の道 , Kibō no Michi) | Персонажи на обложке - Эдвард Элрик и Альфонс Элрик | Персонажи на обложке - Эдвард Элрик и Альфонс Элрик |
| Полковник армии Аместриса, Рой Мустанг, начальник Эдварда, направляет братьев-Элриков на встречу с Шоу Такером, государственным алхимиком, специалистом по биологической алхимии. Братья с ужасом обнаруживают, что Такер превратил свою дочь Нину и собаку Александра в одно существо, называемое химерой. Когда братья уходят, Шоу Такера и его химеру убивает «Шрам», известный серийный убийца государственных алхимиков. Шрам ненавидит государственных алхимиков за то что во время Ишварской Зачистки они провели геноцид ишвараритов, его народа, и в частности за то, что они убили его брата. Шрам нападает на братьев-Элриков. Рой Мустанг и его подчиненные приходят к ним на помощь и спасают их, однако механическая рука Эдварда и доспехи Альфонса были сильно повреждены во время сражения со Шрамом. Братья решают вернуться в свой родной город Ризенбург, чтобы провести там ремонт, в качестве сопровождающего с ними едет их коллега-алхимика Алекс Луис Армстронг. В пути они случайно сталкиваются с доктором Тимом Марко, бывшим государственным алхимиком, который работал врачом во время Ишварской войны. | | | |
| 03 | Том 3 | 21 сентября 2002 ISBN 978-4-7575-0791-3 | Эксмо: 2012 год Азбука: ? |
| - 009. «Дом, где ждет их семья» (яп. 家族の待つ家 , Kazoku no Matsu Ie) - 010. «Философский камень» (яп. 賢者の石 , Kenja no Ishi) - 011. «Два стража» (яп. 二人の守護者 , Futari no Shugosha) - 012. «Определение человека» (яп. 「人間」の定義 , "Ningen" no Teigi) | - 009. «Дом, где ждет их семья» (яп. 家族の待つ家 , Kazoku no Matsu Ie) - 010. «Философский камень» (яп. 賢者の石 , Kenja no Ishi) - 011. «Два стража» (яп. 二人の守護者 , Futari no Shugosha) - 012. «Определение человека» (яп. 「人間」の定義 , "Ningen" no Teigi) | Персонажи на обложке - Рой Мустанг, Алекс Луис Армстронг и Риза Хоукай Гайдэн (Экста-глава) - «Армейская вечеринка» (яп. 軍部の祭り , Gunbu no Matsuri)                                                                                    | Персонажи на обложке - Рой Мустанг, Алекс Луис Армстронг и Риза Хоукай Гайдэн (Экста-глава) - «Армейская вечеринка» (яп. 軍部の祭り , Gunbu no Matsuri)                                                                                    |
| Благодаря своему другу Винри Рокбелл, эксперту по механике автоброни, Элрики оправляются от последствий битвы со Шрамом. После этого они вместе с майором Армстронгом направляются в Центральный город, чтобы найти записные книжки доктора Марко, которые хранятся в Библиотеке Первого Филиала. Там они обнаруживают, что библиотека сгорела дотла после битвы между Шрамом и искусственными людьми, известными как гомункулы. К счастью, они могут смогли восстановить копию заметок доктора Марко у Чески, бывшего библиотекаря. Братья потрясены, узнав, что Философский камень создается путем принесения в жертву человеческих жизней. Затем, они движутся через Центральный город, чтобы проникнуть на заброшенный объект, известный как «Лаборатория 5». Там они обнаруживают, что алхимические эксперименты проводились с использованием человеческих жертвоприношений заключенных из ближайшей тюрьмы. Исследуя пятую лабораторию, Элрики разделяются и вынуждены сражаться со стражниками объекта, души которых присоединены к доспехам, как и душа Альфонса. | | | |
| 04 | Том 4 | 22 января 2003 ISBN 978-4-7575-0855-2 | Азбука: ? |
| - 013. «Стальное тело» (яп. 鋼のからだ , Hagane no Karada) - 014. «Слеза единственного ребенка» (яп. ひとりっ子の気持ち , Hitorikko no Kimochi) - 015. «Стальное сердце» (яп. 鋼のこころ , Hagane no Kokoro) - 016. «Пути расходятся» (яп. それぞれの行く先 , Sorezore no Yukusaki) | - 013. «Стальное тело» (яп. 鋼のからだ , Hagane no Karada) - 014. «Слеза единственного ребенка» (яп. ひとりっ子の気持ち , Hitorikko no Kimochi) - 015. «Стальное сердце» (яп. 鋼のこころ , Hagane no Kokoro) - 016. «Пути расходятся» (яп. それぞれの行く先 , Sorezore no Yukusaki) | Персонажи на обложке - Шрам и три гомункула (Обжорство, Похоть и Зависть). Гайдэн (Экста-глава) - «Армейская собака?» (яп. 軍の犬? , Gun no Inu?)                                                                                          | Персонажи на обложке - Шрам и три гомункула (Обжорство, Похоть и Зависть). Гайдэн (Экста-глава) - «Армейская собака?» (яп. 軍の犬? , Gun no Inu?)                                                                                          |
| После того, как Эд побеждает стражей лаборатории, на него нападают гомункулы и выводят его из строя, поскольку его механическая рука вновь повреждена и перестала работать. Гомункулы уничтожают Лабораторию 5, прервав битву между Альфонсом и охранником Барри-мясником. Уинри прибывает в Центр, чтобы исправить руку Эдварда. После беседы с Барри-мясником, Альфонс начинает беспокоиться, что он не настоящий человек, а был просто создан Эдвардом. Когда он пытается поговорить об этом с Эдвардом, появляется Уинри и убеждает его, что он неправ. Братья Элрики решают отправиться в Дублит на следующее задание. Друг Мустанга подполковник Маэс Хьюз сражется с гомункулами, бою с Похотью он умудрился нанести ей сильное ранение и скрыться. Узнав ужасную тайну о пятой лаболатории Хьюз пытается сообщить об открытии Мустангу, но был убит гомункулом Зависть, прежде чем он успевает это сделать. Мустанг решает найти виновных в смерти Хьюза и отомстить. | | | |
| 05 | Том 5 | 21 июня 2003 ISBN 978-4-7575-0966-5 | Азбука: ? |
| - 017. «В долине Раш» (яп. にわか景気の谷 , Niwaka Keiki no Tani) - 018. «Цена искренности» (яп. 誠意の価値 , Seii no Kachi) - 019. «Место, где ты родился» (яп. あんた達のかわりに , Anta-tachi no Kawari ni) - 020. «Страхи учителя» (яп. 師匠の恐怖 , Sensei no Kyōfu) - 021. «Один секрет на двоих» (яп. 二人だけの秘密 , Futari dake no Himitsu) | - 017. «В долине Раш» (яп. にわか景気の谷 , Niwaka Keiki no Tani) - 018. «Цена искренности» (яп. 誠意の価値 , Seii no Kachi) - 019. «Место, где ты родился» (яп. あんた達のかわりに , Anta-tachi no Kawari ni) - 020. «Страхи учителя» (яп. 師匠の恐怖 , Sensei no Kyōfu) - 021. «Один секрет на двоих» (яп. 二人だけの秘密 , Futari dake no Himitsu)                                                                                 | Персонажи на обложке - Винри Рокбелл и Дэн (собака) | Персонажи на обложке - Винри Рокбелл и Дэн (собака) |
| По пути в Дублит братья Элрик и Уинри Рокбелл останавливаются в городке под названием Рашвелл, который специализируется на механике автоброни. Уинри помогает женщине родить. Уинри решает остаться в Рашвелле в качестве ученичы у отца своего нового друга. Братья Элрики отправляются в Дублит, где встречаются со своим старым учителем алхимии Изуми Кертис и рассказывают ей, что с ними произошло. Флешбек: Отец Эдварда и Альфонса, Ван Хоэнхейм, оставил их, когда братья были очень маленькими, вместе с их матерью Тришей, которая умерла через несколько лет от чумы. Пытаясь вернуть ее к жизни, братья встретили Изуми и попросили ее стать их учителем. | | | |
| 06 | Том 6 | 22 октября 2003 ISBN 978-4-7575-1047-0 | Азбука: ? |
| - 022. «Чудовище в маске» (яп. 仮面の男 , Kamen no Otoko) - 023. «Достучаться до Небес» (яп. 叩け 天国の扉 , Tatake: Tengoku no Tobira)) - 024. «Цельнометаллический Алхимик» (яп. 鋼の錬金術師 , Hagane no Renkinjutsushi) - 025. «Объяснение между учителем и учениками» (яп. 師弟のけじめ , Shitei no Kejime)) | - 022. «Чудовище в маске» (яп. 仮面の男 , Kamen no Otoko) - 023. «Достучаться до Небес» (яп. 叩け 天国の扉 , Tatake: Tengoku no Tobira)) - 024. «Цельнометаллический Алхимик» (яп. 鋼の錬金術師 , Hagane no Renkinjutsushi) - 025. «Объяснение между учителем и учениками» (яп. 師弟のけじめ , Shitei no Kejime)) | Персонажи на обложке - Эдвард Элрик и Альфонс Элрик и ??(опознать персонажа) Гайдэн (Экста-глава) - «Слепой алхимик» (яп. ?? ) | Персонажи на обложке - Эдвард Элрик и Альфонс Элрик и ??(опознать персонажа) Гайдэн (Экста-глава) - «Слепой алхимик» (яп. ?? ) |
| Воспоминания о молодости братьев Элрик раскрывают суровую подготовку, которую они прошли в качестве учеников Изуми Кертис. Одно из испытаний заключалось в том, чтобы выжить на острове в течение одного месяца, пока они сражались с другом Изуми, замаскированным под дикое животное. После того как они вернулись в Резембул, они предприняли неудачную попытку воскрешения своей мертвой матери. В результате чего братья попали в таинственные врата, которые содержали всю информацию о мире, но платой за эту информацию была потеря их тел. Оправившись от этого опыта, они встретили Роя Мустанга, и Эдвард сдал Государственный экзамен по алхимии, став Стальным алхимиком. Вернувшись в настоящее, Эдвард и Изуми пытаются придумать способ вернуть потерянные детские воспоминания Альфонса, в то время как Рой Мустанг готовится к переводу в Центральную из Восточной штаб-квартиры. | | | |
| 07 | Том 7 | 22 марта 2004 ISBN 978-4-7575-1165-1 | Азбука: ? |
| - 026. «Визит к хозяину» (яп. 主の元へ , Aruji no Moto e) - 027. «Твари Дублиса» (яп. ダブリスの獣たち , Daburisu no Kemono-tachi) - 028. «Отвага буйных» (яп. 匹夫の勇 , Hippu no Yū)) - 029. «Глаз Короля» (яп. 王の眼 Ō no Me) | - 026. «Визит к хозяину» (яп. 主の元へ , Aruji no Moto e) - 027. «Твари Дублиса» (яп. ダブリスの獣たち , Daburisu no Kemono-tachi) - 028. «Отвага буйных» (яп. 匹夫の勇 , Hippu no Yū)) - 029. «Глаз Короля» (яп. 王の眼 Ō no Me) | Персонажи на обложке - Эдвард Элрик, Альфонс Элрик, Кинг Брэдли и Жадность Гайдэн (Экста-глава) - «Не тушуйся, лейтенант!» (яп. 戦う 少尉さん , Tatakau: Shōi-san)                                                                         | Персонажи на обложке - Эдвард Элрик, Альфонс Элрик, Кинг Брэдли и Жадность Гайдэн (Экста-глава) - «Не тушуйся, лейтенант!» (яп. 戦う 少尉さん , Tatakau: Shōi-san)                                                                         |
| Пока Эдвард находится в учебном отпуске в Южном штабе для прохождения ежегодной аттестации, Альфонс получает записку от группы химер, в которой утверждается, что у них есть важная информация о нем. Альфонс пытается заставить их раскрыть эту информацию, но его схватывают и доставляют в бар «Гнездо дьявола», где он встречает гомункула Жадность. Изуми и Эдвард пытаются вернуть Альфонса, но им мешает Жадность. Он способен менять состав своего тела, чтобы противостоять повреждениям. В то время как Эдвард сражается с Жадностью в своей укрепленной форме, военные силы под командованием лидера нации, фюрера Кинга Брэдли, штурмуют «Гнездо Дьявола», в результате чего битва преждевременно заканчивается. Выясняется, что Кинг Брэдли на самом деле гомункул Гнев, и он нападает на Жадность. | | | |
| 08 | Том 8 | 21 июля 2004 ISBN 978-4-7575-1230-6 | Азбука: ? |
| - 030. «Истина, найденная в доспехах» (яп. 鎧の中 真理の奧 , Yoroi no Naka: Shinri no Oku)) - 031. «Змей, пожирающий собственный хвост» (яп. 己の尾を噛む蛇 , Onore no O o Kamu Hebi)) - 032. «Посланники Востока» (яп. 東方の使者 , Tōhō no Shisha) - 033. «Битва в Долине Раш» (яп. ラッシュバレーの攻防 , Rasshu Barē no Kōbō) | - 030. «Истина, найденная в доспехах» (яп. 鎧の中 真理の奧 , Yoroi no Naka: Shinri no Oku)) - 031. «Змей, пожирающий собственный хвост» (яп. 己の尾を噛む蛇 , Onore no O o Kamu Hebi)) - 032. «Посланники Востока» (яп. 東方の使者 , Tōhō no Shisha) - 033. «Битва в Долине Раш» (яп. ラッシュバレーの攻防 , Rasshu Barē no Kōbō) | Персонажи на обложке - Передний план: Эдвард Элрик, Альфонс Элрик и Винри Рокбелл - Задний план: ??(опознать персонажей) Гайдэн (Экста-глава) - «Бескрылый ангел» (яп. 鋼の錬金術師 翔べない天使 Hagane no Renkinjutsushi: Tobenai Tenshi) | Персонажи на обложке - Передний план: Эдвард Элрик, Альфонс Элрик и Винри Рокбелл - Задний план: ??(опознать персонажей) Гайдэн (Экста-глава) - «Бескрылый ангел» (яп. 鋼の錬金術師 翔べない天使 Hagane no Renkinjutsushi: Tobenai Tenshi) |
| Кинг Брэдли легко побеждает Жадность и его товарищей. Когда пролитая кровь касается Альфонса, к нему внезапно возвращаются воспоминания о том, как его затащили за врата после неудачной попытки воскресить мать. Вернувшись в Центр, Барри-мясник нападает на Ризу Хоукай, подчиненную Роя Мустанга. Барри-мясник терпит неудачу, но впоследствии заключает сделку с Мустангом. Кинг Брэдли отводит Жадность к «Отцу», к создателю гомункулов. Отец казнит Жадность за предательство и поглощает его Философский камень. Братья Элрики возвращаются в Рашвелл, чтобы в очередной раз чинить Эдварда. В Рашвелле они встречают иммигранта из страны Син, Лин Яо, который также пытается найти Философский камень. | | | |
| 09 | Том 9 | 22 ноября 2004 ISBN 978-4-7575-1318-1 | Азбука: ? |
| - 034. «По следам товарища» (яп. 戦友の足跡 , Tomo no Ashimoto) - 035. «Жертва на заклание» (яп. 生け贄の羊 , Ikenie no Hitsuji) - 036. «Боль алхимика» (яп. 苦渋の錬金術師 , Kujū no Renkinjutsushi) - 037. «Тело грешника» (яп. 咎人の肉体 , Togabito no Nikutai) | - 034. «По следам товарища» (яп. 戦友の足跡 , Tomo no Ashimoto) - 035. «Жертва на заклание» (яп. 生け贄の羊 , Ikenie no Hitsuji) - 036. «Боль алхимика» (яп. 苦渋の錬金術師 , Kujū no Renkinjutsushi) - 037. «Тело грешника» (яп. 咎人の肉体 , Togabito no Nikutai) | Персонажи на обложке - Государственные Алхимики (опознать персонажей) Гайдэн (Экста-глава) - «Простые люди» (яп. ?? ) | Персонажи на обложке - Государственные Алхимики (опознать персонажей) Гайдэн (Экста-глава) - «Простые люди» (яп. ?? ) |
| Эдвард, Альфонс и Уинри возвращаются в Центр, где братья Элрики намерены провести дополнительные исследования Философского камня и его местонахождения. Между тем, младший лейтенант Мария Росс обвиняется в убийстве Мэйса Хьюза, поскольку настоящий убийца, гомункул Зависть, перед тем, как убить Хьюза, был принял её облик. Узнав об этом, братья спешат подтвердить, что это правда. Они встречают мясника Барри, который с помощью Лин Яо спас Марию Росс из тюрьмы, но их обнаруживает Мустанг, который, по-видимому, убивает Марию Росс. Поскольку Элрики сильно подавлены недавними событиями, майор Армстронг забирает Эдварда в Ризенбург против воли. Чтобы пресечь слухи о гомункулах, Похоть, Обжорство и Зависть отправляются на поиски мясника Барри, но процессе встречают подчиненных Мустанга. | | | |
| 10 | Том 10 | 11 марта 2005 ISBN 978-4-7575-1386-0 | Азбука: ? |
| - 038. «Сигнал к контратаке» (яп. 反撃ののろし , Hangeki no Noroshi) - 039. «Хитросплетения столицы» (яп. 錯綜のセントラル , Sakusō no Sentoraru) - 040. «Мудрец запада» (яп. 西の賢者 , Nishi no Kenja) - 041. «В ладони ничтожного самонадеянного человечешки» (яп. 小さな人間の傲慢な掌 , Chiisa na Ningen no Gōman na Tenohira) | - 038. «Сигнал к контратаке» (яп. 反撃ののろし , Hangeki no Noroshi) - 039. «Хитросплетения столицы» (яп. 錯綜のセントラル , Sakusō no Sentoraru) - 040. «Мудрец запада» (яп. 西の賢者 , Nishi no Kenja) - 041. «В ладони ничтожного самонадеянного человечешки» (яп. 小さな人間の傲慢な掌 , Chiisa na Ningen no Gōman na Tenohira)                                                                                                   | Персонаж на обложке - Эдвард Элрик | Персонаж на обложке - Эдвард Элрик |
| Барри преследуя Похоть, провоцирует битву, в которую вступают Альфонс, Барри, Лин, Лань Фань, телохранитель Лина, и команда Мустанга с одной стороны против трех гомункулов с другой. Во время битвы Похоть сильно ранит Жана Хавок, одного из подчиненных Мустанга, парализуя его ниже пояса. Мустанг успешно убивает Похоть, неоднократно поджигая ее, пока её Философский камень не истощится. Лин Яо и Лань Фань с трудом сдерживают Зависть и Обжорство, но те уходят по приказу скрытого гомункула Гордости. Тем временем Эдвард вместе с Армстронгом забираются в руины Ксеркса, чтобы найти Марию Росс живой с командой Мустанга, который инсценировал ее смерть с помощью Барри и Лин. Когда Мария сбегает в Син с помощью старика Фу, другого подчиненного Лина, Эдвард встречает группу ишваритов, которые рассказывают ему историю смерти родителей Уинри, которые были убиты Шрамом на предыдущей войне. | | | |
| 11 | Том 11 | 22 июля 2005 ISBN 978-4-7575-1496-6 | Азбука: ? |
| - 042. «Отец у могилы» (яп. 墓前の父 , Bozen no Chichi) - 043. «В грязь с головой» (яп. 泥の河 , Doro no Kawa) - 044. «Безымянная могила» (яп. 名前の無い墓 , Namae no Nai Haka) - 045. «Возвращение человека со шрамом» (яп. 傷の男再び , Kizu no Otoko Futatabi) | - 042. «Отец у могилы» (яп. 墓前の父 , Bozen no Chichi) - 043. «В грязь с головой» (яп. 泥の河 , Doro no Kawa) - 044. «Безымянная могила» (яп. 名前の無い墓 , Namae no Nai Haka) - 045. «Возвращение человека со шрамом» (яп. 傷の男再び , Kizu no Otoko Futatabi) | Персонажи на обложке - Эдвард Элрик, Альфонс Элрик и Хоэнхайм Гайдэн (Экста-глава) - «И вновь на поле боя» (яп. ?? ) | Персонажи на обложке - Эдвард Элрик, Альфонс Элрик и Хоэнхайм Гайдэн (Экста-глава) - «И вновь на поле боя» (яп. ?? ) |
| Эдвард возвращается в Ризенбург и встречает там Ван Хоэнхейма, своего давно отсутствующего отца. После краткой беседы, Хоэнхайм покидает город, так и не узнав о теле, которое Эдвард и Альфонс создали много лет назад. Эдвард выкапывает захороненное тело и обнаруживает, что созданный им человек не был его матерью. Вернувшись в центр, Эдвард воссоединяется с Альфонсом и рассказывает ему, что тело Альфонса все еще существует. Затем братья решают сразиться со Шрамом, чтобы увидеть, появятся ли гомункулы во время их битвы, поскольку эти двое необходимы для их плана, таким образом приближая их к знаниям о Философском камне. Братьям Элрикам удается привлечь Шрама и завязать с ним борьбу. Лин Яо и Лань Фан решают помочь им и пытаются схватить Обжорство, но Кинг Брэдли обнаруживает их и ранит Лань Фань. | | | |
| 12 | Том 12 | 21 ноября 2005 ISBN 978-4-7575-1573-4 | Азбука: ? |
| - 046. «Спины уходящих» (яп. 遠くの背中 , Tōku no Senaka) - 047. «Девушка на поле брани» (яп. 戦場の少女 , Ikusaba no Shōjo) - 048. «Обещание той, что ждет» (яп. 待ち人の約束 , Machibito no Yakusoku) - 049. «Монстр внутри» (яп. 人中の化け物 , Jinchū no Bakemono) | - 046. «Спины уходящих» (яп. 遠くの背中 , Tōku no Senaka) - 047. «Девушка на поле брани» (яп. 戦場の少女 , Ikusaba no Shōjo) - 048. «Обещание той, что ждет» (яп. 待ち人の約束 , Machibito no Yakusoku) - 049. «Монстр внутри» (яп. 人中の化け物 , Jinchū no Bakemono) | Персонажи на обложке - Передний план: Лин Яо и Лань Фань - Задний план: Шрам, Риза Хоукай и чья то рука (скорее всего Роя Мустанга) Гайдэн (Экста-глава) - «История сенсея» (яп. ?? )                                                      | Персонажи на обложке - Передний план: Лин Яо и Лань Фань - Задний план: Шрам, Риза Хоукай и чья то рука (скорее всего Роя Мустанга) Гайдэн (Экста-глава) - «История сенсея» (яп. ?? )                                                      |
| Лину удается сбежать с Лань Фань от Брэдли, но их преследует Обжорство. Уинри участвует в битве между Элриками и Шрамом и узнает, что последний убил ее родителей. Эдвард успокаивает ее и продолжает бороться со Шрамом. Линь ловит Обжорство ценой руки Лан Фань. Подруга Шрама из Син, Мэй Чан, спасает Шрама от Элриков и сбегает вместе с ним. Эдвард и его друзья сбегают в дом доктора Нокса, где узнают, что Кинг Брэдли - один из гомункулов. Пока они исцеляются, Обжорство, узнав, что Мустанг убил Похоть, теряет самообладание и нападает на них. Элрики и Лин помогают Мустангу сбежать вместе с остальными, сражаясь с Обжорством, но попадают в засаду Зависти. | | | |
| 13 | Том 13 | 22 марта 2006 ISBN 978-4-7575-1638-0 | ? |
| - 050. «Во чреве» (яп. 腹の中 , Hara no Naka) - 051. «Врата тьмы» (яп. 闇の扉 , Yami no Tobira) - 052. «Король в логове воров» (яп. 魔窟の王 , Makutsu no Ō) - 053. «Проводник душ» (яп. 魂の道標 , Tamashii no Dōhyō) | - 050. «Во чреве» (яп. 腹の中 , Hara no Naka) - 051. «Врата тьмы» (яп. 闇の扉 , Yami no Tobira) - 052. «Король в логове воров» (яп. 魔窟の王 , Makutsu no Ō) - 053. «Проводник душ» (яп. 魂の道標 , Tamashii no Dōhyō) | Персонажи на обложке - Эдвард Элрик и бесформенное существо, состоящее из тёмной материи, глаз и рта | Персонажи на обложке - Эдвард Элрик и бесформенное существо, состоящее из тёмной материи, глаз и рта |
| После короткой битвы Эдвард, Лин и Зависть были поглощены Обжорством. Пока они находятся внутри гомункула, Зависть показывает, что Обжорство - это имитация врат, которые появляются во время трансмутации человека. Затем он теряет самообладание и превращается в свою истинную форму, гигантское существо, состоящее из умерших людей, которое атакует Эдварда и Лин. Шрам и Мэй ищут Сяомэй, маленькую панду Мэй, которая сейчас находится под присмотром Альфонса, который убеждает Обжорство встретиться с Отцом. Мустанг встречает Брэдли, который рассказывает, что он когда-то был человеком, но после введения Философского камня превратился в гомункула. Эдвард сообщает Зависти, что они могут сбежать, используя его Философский камень, после того как они узнали, что тут находятся руины Ксеркса. Эдвард, Лин и Зависть появляются за пределами Обжорства, который находится рядом с Альфонсом и Отцом. | | | |
| 14 | Том 14 | 22 июля 2006 ISBN 978-4-7575-1719-6 | ? |
| - 054. «Трепыхания дурака» (яп. 愚者の足掻き , Gusha no Ashikaki) - 055. «Жадность на двоих» (яп. 二人の強欲 , Futari no Gōyoku) - 056. «Львы круглого стола» (яп. 円卓の獅子 , Entaku no Shishi) - 057. «Ишварские шрамы» (яп. イシュヴァールの傷 , Ishuvāru no Kizu) | - 054. «Трепыхания дурака» (яп. 愚者の足掻き , Gusha no Ashikaki) - 055. «Жадность на двоих» (яп. 二人の強欲 , Futari no Gōyoku) - 056. «Львы круглого стола» (яп. 円卓の獅子 , Entaku no Shishi) - 057. «Ишварские шрамы» (яп. イシュヴァールの傷 , Ishuvāru no Kizu) | Персонажи на обложке - Передний план: Эдвард Элрик, Альфонс Элрик, Мэй Чан и Сяо-мэй (панда) - Задний план: Отец и Жадность Гайдэн (Экста-глава) - «Семья Элриков» (яп. ?? )                                                               | Персонажи на обложке - Передний план: Эдвард Элрик, Альфонс Элрик, Мэй Чан и Сяо-мэй (панда) - Задний план: Отец и Жадность Гайдэн (Экста-глава) - «Семья Элриков» (яп. ?? )                                                               |
| Отец лечит братьев Элриков, поскольку они необходимы для его планов. Затем он использует тело Лина для размещения в него Философского камня Жадности, превращая Лина в нового гомункула Жадность. Шрам и Мэй прибывают, чтобы забрать панду, но не могут бороться с гомункулами. После того, как Шрам сбегает, Отец забирает обоих братьев и Мэй к Брэдли. Угрожая убить Уинри, Брэдли приказывает Эдварду продолжать работать на Государственным алхимиком. Когда они возвращаются в город, Эд обнаруживает, что все подчиненные Мустанга были переназначены в другие места. Тем временем Альфонс встречается с Лань Фань и Мэй, которых лечит доктор Нокс. Шрам находит Тима Марко, похищенного гомункулами, и приказывает ему рассказать, что произошло во время Ишварской войны. | | | |
| 15 | Том 15 | 22 ноября 2006 ISBN 978-4-7575-1812-4 | ? |
| - 058. «Шаги Апокалипсиса» (яп. 破滅の足音 , Hametsu no Ashioto) - 059. «Алхимия зла» (яп. 背徳の錬金術師 , Haitoku no Renkinjutsushi) - 060. «Нет Бога» (яп. 神の不在 , Kami no Fuzai) - 061. «Герой Ишвара» (яп. イシュヴァールの英雄 , Ishuvāru no Eiyū) | - 058. «Шаги Апокалипсиса» (яп. 破滅の足音 , Hametsu no Ashioto) - 059. «Алхимия зла» (яп. 背徳の錬金術師 , Haitoku no Renkinjutsushi) - 060. «Нет Бога» (яп. 神の不在 , Kami no Fuzai) - 061. «Герой Ишвара» (яп. イシュヴァールの英雄 , Ishuvāru no Eiyū) | Персонажи на обложке - Рой Мустанг, Риза Хоукай и Маэс Хьюз | Персонажи на обложке - Рой Мустанг, Риза Хоукай и Маэс Хьюз |
| Эдвард встречается с Ризой Хоукай, которая был назначен секретарем Брэдли в армии, она сообщает Эду о событиях Ишварской войны и о том, как там использовались государственные алхимики. Мустанг и Хоукай отправились участвовать в Ишварской войне вместе с Армстронгом и Хьюзом. После нескольких атак ишварцы сдались в плен и попросили о помощи. Однако Брэдли приказал военным убить их всех. Когда Шрам и многие другие ишварцы покинули этот район, они попали в засаду государственного алхимика Зольфа Дж. Кимбли, который убил большинство из них. Перед смертью брат Шрама присоеденяет свою руку Шраму при помощи алхимии. Когда родители Уинри исцеляют раненгого Шрама, он паникует, увидев у себя руку брата, и в панике убивает родителей Уинри. Когда война закончилась, Шрам сбежал, а Мустанг решил занять место Брэдли. | | | |
| 16 | Том 16 | 22 марта 2007 ISBN 978-4-7575-1965-7 | ? |
| - 062. «Вдали от мечты» (яп. 夢の先 , Yume no Saki) - 063. «Обещанные 520 центов» (яп. 520センズの約束 , 520 Senzu no Yakusoku) - 064. «Северная цитадель» (яп. ブリッグズの北壁 , Burigguzu no Hokuheki) - 065. «Закон силы» (яп. 鉄の掟 , Tetsu no Okite) | - 062. «Вдали от мечты» (яп. 夢の先 , Yume no Saki) - 063. «Обещанные 520 центов» (яп. 520センズの約束 , 520 Senzu no Yakusoku) - 064. «Северная цитадель» (яп. ブリッグズの北壁 , Burigguzu no Hokuheki) - 065. «Закон силы» (яп. 鉄の掟 , Tetsu no Okite) | Персонажи на обложке - Эдвард Элрик и Альфонс Элрик Омаке | Персонажи на обложке - Эдвард Элрик и Альфонс Элрик Омаке |
| Шрам решает спасти Марко от гомункулов, чтобы тот смог узнать больше об исследованиях брата. Элрики покидают Центр, чтобы найти Мэй, которая находится в группе Шрама, когда они отправляются на север, чтобы узнать секреты алхимии Сина. Зольф Кимбли освобожден из тюрьмы военными, чтобы убить Шрама и похитить Марко. Воспользовавшись советом Алекса Луиса Армстронга, братья прибывают в крепость Бриггс и встречают там его старшую сестру, генерал-майора Оливию Армстронг. Братья-Эрлики вынуждены работать в обмен на то, чтобы остаться у Оливии. Исследуя нижний уровень крепости Бриггс, они сталкиваются с гомункулом Лень, который что-то роет в окрестностях Аместриса. | | | |
| 17 | Том 17 | 11 августа 2007 ISBN 978-4-7575-2064-6 | ? |
| - 066. «Снежная королева» (яп. 雪の女王 , Yuki no Joō) - 067. «Карта государства» (яп. この国のかたち , Kono Kuni no Katachi) - 068. «Семейный портрет» (яп. 家族の肖像 , Kazoku no Shōzō) - 069. «Фундамент Бригса» (яп. ブリッグズの礎 , Brigguzu no Ishizue) | - 066. «Снежная королева» (яп. 雪の女王 , Yuki no Joō) - 067. «Карта государства» (яп. この国のかたち , Kono Kuni no Katachi) - 068. «Семейный портрет» (яп. 家族の肖像 , Kazoku no Shōzō) - 069. «Фундамент Бригса» (яп. ブリッグズの礎 , Brigguzu no Ishizue) | Персонажи на обложке - Передний план: Оливье-Мира Армстронг - Задний план: ??(опознать персонажей) Омаке | Персонажи на обложке - Передний план: Оливье-Мира Армстронг - Задний план: ??(опознать персонажей) Омаке |
| Элрики вместе с солдатами Бриггса сражаются с Ленью и замораживают его. Эдвард и Альфонс рассказывают Оливии о гомункулах и просят ее помочь защитить заложников, которых они тайно взяли. Затем они узнают, что Лень роет туннель вокруг Аместриса, чтобы Отец мог преобразовать всю страну в Философский камнь. Тем временем Кимбли находит Шрама и сражается с ним. Кимбли был побежден, но его излечивает доктор применив Философский камнь. После выздоровления Кимбли встречается с генералом Рэйвеном, которого также отправили в Бриггс, чтобы поговорить с Оливией. Рэйвен приходит к Бриггсу и просит Оливию присоединиться к гомункулам, но вместо этого она убивает его. Когда Брэдли обнаруживает, что братья Элрики находятся в Бриггсе, он приказывает Кимбли отвести Уинри к Бриггсу. | | | |
| 18 | Том 18 | 22 декабря 2007 ISBN 978-4-7575-2175-9 | ? |
| - 070. «Первый гомункул» (яп. 始まりのホムンクルス , Hajimari no Homunkurusu) - 071. «Багровый человек» (яп. 紅蓮の男 , Guren no Otoko) - 072. «Разорванные цепи» (яп. 負の連鎖 正の一石 , Fu no Rensa, Sei no Isseki) - 073. «Видение» (яп. 白昼の夢 , Hakuchū no Yume) | - 070. «Первый гомункул» (яп. 始まりのホムンクルス , Hajimari no Homunkurusu) - 071. «Багровый человек» (яп. 紅蓮の男 , Guren no Otoko) - 072. «Разорванные цепи» (яп. 負の連鎖 正の一石 , Fu no Rensa, Sei no Isseki) - 073. «Видение» (яп. 白昼の夢 , Hakuchū no Yume) | Персонажи на обложке - Передний план: Эдвард Элрик и Альфонс Элрик - Задний план: Гордыня и ??(опознать второго персонажа) Омаке | Персонажи на обложке - Передний план: Эдвард Элрик и Альфонс Элрик - Задний план: Гордыня и ??(опознать второго персонажа) Омаке |
| В Центре Риза обнаруживает, что сын Брэдли на самом деле гомункул Гордость, который угрожает ей сохранить это в секрете. Вернувшись на север, Кимбли представляет Уинри как заложницу, чтобы обеспечить сотрудничество Элриков. Он приказывает Эдварду захватить Шрама, найти Марко и убить большое количество людей из Бриггса, чтобы помочь в создании Философского камня. Солдаты-химеры Кимбли, Джелсо и Занпано, хотят найти Шрама и устроить ему засаду. Однако Элрики побеждают химер и затем захватывают Шрама, но Уинри просит Шрама помочь имитировать ее похищение, так чтобы Кимбли не мог больше использовать ее в качестве заложницы. В то время как Шрам убегает с Уинри, союзниками и двумя химерами, Оливию вызывают в Центр. Поскольку еще одна группа солдат, объединенных с Брэдли, подходит к Бриггсу, Альфонс идет сказать группе Шрама, чтобы те спрятались в другом месте. | | | |
| 19 | Том 19 | 22 марта 2008 ISBN 978-4-7575-2237-4 | ? |
| - 074. «Существо из пробирки, Гомункул» (яп. フラスコの中の小人 , Furasuku no Naka no Kobito) - 075. «Последний день Ксеркса» (яп. クセルクセス最期の日 , Kuserukusesu Saigo no Hi) - 076. «Форма человека. Форма камня» (яп. 人の形 石の形 , Hito no Katachi: Ishi no Katachi) - 077. «Обратная сторона преобразовательного круга» (яп. 逆転の錬成陣 , Gyakuten no Renseijin) - 078. «Семь грехов» (яп. 七つの罪 , Nanatsu no Tsumi) | - 074. «Существо из пробирки, Гомункул» (яп. フラスコの中の小人 , Furasuku no Naka no Kobito) - 075. «Последний день Ксеркса» (яп. クセルクセス最期の日 , Kuserukusesu Saigo no Hi) - 076. «Форма человека. Форма камня» (яп. 人の形 石の形 , Hito no Katachi: Ishi no Katachi) - 077. «Обратная сторона преобразовательного круга» (яп. 逆転の錬成陣 , Gyakuten no Renseijin) - 078. «Семь грехов» (яп. 七つの罪 , Nanatsu no Tsumi) | Персонажи на обложке - Отец | Персонажи на обложке - Отец |
| Оливия Армстронг встречается с Брэдли и занимает место в Центре. Хоукай передает Мустангу закодированное сообщение, раскрывающее истинную личность Гордыни. Тем временем Отец мечтает о своей первой встрече с Хоэнхаймом. Оказывается, Хоэнхайм был наполнен Философским камнем, созданным Отцом, уничтожив город Ксеркс, в то время как Отец создал для себя копию тела Хоэнхайма. Когда Кимбли узнает о действиях Элриков, он сталкивается с Эдвардом и серьезно ранит его. Эда спасают химеры Кимбли, Дариус и Хейнкель, которых предал их босс. Альфонс путешествует с группой Шрама, но его душа начинает отвергать его броню. Кимбли возглавляет батальон сил Драхмы против Бриггса. Хоэнхайм прибывает в Лиор и встречает Гордыню в туннеле, объявляя войну Отцу. | | | |
| 20 | Том 20 | 22 августа 2008 ISBN 978-4-7575-2353-1 | ? |
| - 079. «Укус насекомого» (яп. 蟻のひと噛み , Ari no Hito Kami) - 080. «Встреча с отцом» (яп. 瞼の父 , Mabuta no Chichi) - 081. «Снова в строю» (яп. バリバリの全開 , Baribari no Zenkai) - 082. «Частица души» (яп. 魂の家族 , Tamashii no Kazoku) - 083. «Тот день» (яп. 約束の日 , Yakusoku no Hi) | - 079. «Укус насекомого» (яп. 蟻のひと噛み , Ari no Hito Kami) - 080. «Встреча с отцом» (яп. 瞼の父 , Mabuta no Chichi) - 081. «Снова в строю» (яп. バリバリの全開 , Baribari no Zenkai) - 082. «Частица души» (яп. 魂の家族 , Tamashii no Kazoku) - 083. «Тот день» (яп. 約束の日 , Yakusoku no Hi) | Персонажи на обложке - Эдвард Элрик и ??(опознать 3 персонажа) | Персонажи на обложке - Эдвард Элрик и ??(опознать 3 персонажа) |
| На Альфонса и его группу нападает Зависть, но доктор Марко разрушает Философский Камень Зависти, превратив его в паразитическую форму. Зависть передают Мэй, чтобы она могла забрать его с собой домой, за что император Син долже будет признать ее своим преемником. Однако Зависть убеждает ее вернуться в Центр. Остальная часть группы прибывает в Лиор, где Альфонс встречает своего отца Хоэнхайма, который рассказывает ему о своем прошлом в Ксерксе. Тем временем Жадность находит и убивает химеру Бидо, который был другом оригинальной Жадности. Он обнаруживает, что потерял память и все тот же гомункул. В ярости, Жадность предает гомункулов, нападая на Брэдли за убийство его партнеров. На короткое время, взяв на себя управление своим телом, Лин идет туда, где находятся Эдвард, Хейнкель и Дариус. Эдвард и химеры решают объединить усилия с Жадностью, чтобы получить больше подсказок об Отце. | | | |
| 21 | Том 21 | 22 декабря 2008 ISBN 978-4-7575-2439-2 | ? |
| - 084. «Тень охотника» (яп. 追跡者の影 , Tsuisekisha no Kage) - 085. «Пустая коробка» (яп. 空の箱 , Kara no Hako) - 086. «Вестник пустоты» (яп. 闇の使者 , Yami no Shisha) - 087. «Клятва в подземелье» (яп. 地下道の誓い , Chikadō no Chikai) | - 084. «Тень охотника» (яп. 追跡者の影 , Tsuisekisha no Kage) - 085. «Пустая коробка» (яп. 空の箱 , Kara no Hako) - 086. «Вестник пустоты» (яп. 闇の使者 , Yami no Shisha) - 087. «Клятва в подземелье» (яп. 地下道の誓い , Chikadō no Chikai) | Персонаж на обложке - Альфонс Элрик | Персонаж на обложке - Альфонс Элрик |
| В Центре несколько солдат, включая Роя Мустанга и его подчиненных, готовятся победить Отца, уничтожив поезд, в котором находится Брэдли. Эдвард снова встречает Хоэнхейма, и на этот раз последний рассказывает ему свою историю с Отцом. Тем временем, Гордость похищает Альфонса и берет под свой контроль его броню, используя способность управлять тенями, и атакует группу Эдварда вместе с Обжорством. Однако их останавливают Фу и Лань Фань. Затем группа Эдварда одолевает Гордость, который в конечном итоге теряет контроль над броней Альфонса. Гордость съедает Обжорство, чтобы поглотить его Философский камень и стать сильнее. | | | |
| 22 | Том 22 | 11 апряеля 2009 ISBN 978-4-7575-2538-2 | ? |
| - 088. «Чувства отца и сына» (яп. 親子の情 , Oyako no Jō) - 089. «Солдаты возвращаются домой» (яп. 戦士の旗艦 , Senshi no Kikan) - 090. «Бессмертная армия» (яп. 不死の軍団 , Fushi no Gundan) - 091. «Пробуждение мудреца» (яп. 賢者の再会 , Kenja no Saikai) | - 088. «Чувства отца и сына» (яп. 親子の情 , Oyako no Jō) - 089. «Солдаты возвращаются домой» (яп. 戦士の旗艦 , Senshi no Kikan) - 090. «Бессмертная армия» (яп. 不死の軍団 , Fushi no Gundan) - 091. «Пробуждение мудреца» (яп. 賢者の再会 , Kenja no Saikai) | Персонажи на обложке - Эдвард Элрик, Альфонс Элрик и Хоэнхайм | Персонажи на обложке - Эдвард Элрик, Альфонс Элрик и Хоэнхайм |
| Работая вместе со своим отцом Хоэнхаймом, Альфонс заманивает Гордость в ловушку рядом в пещере, где нет света, и таким образом не дает гомункулу использовать свои силы теней. Альфонс остается в ловушке с Гордостью. Группа Эдварда, объединяется со Шрамом, чтобы победить Отца, в то время как Жадность уходит. В Центре Мустанг воссоединяется со своими самыми верными подчиненными и похищает жену Брэдли в попытке раскрыть истинную природу военных. Группа Эдварда, Мэй и Зависть входят на базу Отца, но Хоэнхейм и Лань Фань отделяются от группы. Группа Эдварда и Мэй подвергаются нападению марионеток, которым вводят Философские Камни, и Зависть пользуется этой возможностью, чтобы украсть тело и восстановить свои силы. Тем временем Кимбли находит Гордость и Альфонса и освобождает их после ранения Хейнкеля. Перед тем, как потерять сознание, Хейнкель передает потерянный Философский камень Кимбли Альфонсу. | | | |
| 23 | Том 23 | 12 августа 2009 ISBN 978-4-7575-2602-0 | ? |
| - 092. «Объединенная сила» (яп. 皆の力 , Minna no Chikara) - 093. «Заклятый враг» (яп. 不倶戴天の敵 , Fugutaiten no Kataki) - 094. «Огонь отмщения» (яп. 復讐の炎 , Fukushū no Honō) - 095. «По ту сторону пламени» (яп. 烈火の先に , Rekka no Saki ni) | - 092. «Объединенная сила» (яп. 皆の力 , Minna no Chikara) - 093. «Заклятый враг» (яп. 不倶戴天の敵 , Fugutaiten no Kataki) - 094. «Огонь отмщения» (яп. 復讐の炎 , Fukushū no Honō) - 095. «По ту сторону пламени» (яп. 烈火の先に , Rekka no Saki ni) | Персонаж на обложке - Рой Мустанг Гайдэн (Экста-глава) - «Долгая ночь» (яп. ) Special Episode - «Fullmetal Alchemist, Wii: Prince of Dawn, Prologue» (яп. 暁の王子—Prologue , Akatsuki no Ōji—Prologue)                                    | Персонаж на обложке - Рой Мустанг Гайдэн (Экста-глава) - «Долгая ночь» (яп. ) Special Episode - «Fullmetal Alchemist, Wii: Prince of Dawn, Prologue» (яп. 暁の王子—Prologue , Akatsuki no Ōji—Prologue)                                    |
| Альфонс использует Философский камень, чтобы сражаться с Кимбли и Гордостью. В конце концов он отдает его доктору Марко, который с его помощью исцеляет Хейнкеля, позволяя тому укусить Кимбли за шею внезапной атакой. После того, как Альфонс и другие убегают от Гордости, гомункул решает поглотить умирающего Кимбли. В Центре на Оливию нападает Лень и солдаты, работающие на Отца, но ей помогает ее брат Алекс. Комманда Эдварда встречает Зависть незадолго до прибытия Мустанга и уничтожает атакующих марионеток. Зависть оказывается убийцей Хьюза, из-за чего Мустанг теряет контроль и многократно сжигает его, пока тот не возвращается в свою паразитическую форму. Прежде чем Мустанг добьет Зависть, Шрам, Эдвард и Хоукай убеждают его не позволять желанию мести контролировать его. Завидуя тому, как люди стараются забыть о разногласиях, Зависть совершает самоубийство. Вернувшись в Центр, солдаты объединяются с Армстронгами, чтобы сразиться с Ленью, но Алекс единственный кто способен сдерживать Лень. Солдатам Бриггса удается прорваться в центральный штаб с помощью Изуми. | | | |
| 24 | Том 24 | 22 декабря 2009 ISBN 978-4-7575-2742-3 | ? |
| - 096. «Две героини» (яп. 二人の女傑 , Futari no Joketsu) - 097. «Два мудреца» (яп. 二人の賢者 , Futari no Kenja) - 098. «Абсолютная жадность» (яп. 底無しの強欲 , Sokonashi no Gōyoku) - 099. «Вечный покой» (яп. 永遠の暇 , Eien no Itoma) | - 096. «Две героини» (яп. 二人の女傑 , Futari no Joketsu) - 097. «Два мудреца» (яп. 二人の賢者 , Futari no Kenja) - 098. «Абсолютная жадность» (яп. 底無しの強欲 , Sokonashi no Gōyoku) - 099. «Вечный покой» (яп. 永遠の暇 , Eien no Itoma) | Персонажи на обложке - Передний план: Кинг Брэдли - Задний план: Лин Яо/Жадность, Старик Фу и Лань Фань Гайдэн (Экста-глава) - «Daughter of the Dusk—Prologue» (яп. 黄昏の少女—Prologue , Tasogare no Shōjo—Prologue)                      | Персонажи на обложке - Передний план: Кинг Брэдли - Задний план: Лин Яо/Жадность, Старик Фу и Лань Фань Гайдэн (Экста-глава) - «Daughter of the Dusk—Prologue» (яп. 黄昏の少女—Prologue , Tasogare no Shōjo—Prologue)                      |
| Изуми и ее муж Зиг приходят на помощь Армстронгам и солдатам из Центра, чтобы сразиться с Ленивцем и убивают его. Вернувшись на базу Отца, Хоэнхейм сражается с Отцом в одиночку, заставляя его вернуться в свою тене-подобную форму. Кинг Брэдли снова появляется в Центре, чтобы сражаться со всеми людьми кто выступает против Отца. Жадность решает помочь сопротивлению. Несмотря на объединение сил с сопротивлением Бриггса, Жадность не может навредить Брэдли, пока капитан Бакканир и Фу не пожертвуют своими жизнями, чтобы ранить его. Тем временем один из подчиненных Отца активирует круг трансмутации, охватывающий весь Центр, поглотив братьев Элриков и Изуми. | | | |
| 25 | Том 25 | 22 апреля 2010 ISBN 978-4-7575-2840-6 | ? |
| - 100. «Открыть врата!» (яп. 開かずの扉 , Akazu no Tobira) - 101. «Пятая жертва» (яп. 5人目の人柱 , Goninme no Hitobashira) - 102. «Перед врагами» (яп. 扉の前 , Tobira no Mae) - 103. «Для кого?» (яп. 誰のため , Dare no Tame) | - 100. «Открыть врата!» (яп. 開かずの扉 , Akazu no Tobira) - 101. «Пятая жертва» (яп. 5人目の人柱 , Goninme no Hitobashira) - 102. «Перед врагами» (яп. 扉の前 , Tobira no Mae) - 103. «Для кого?» (яп. 誰のため , Dare no Tame) | Персонаж на обложке - Альфонс Элрик | Персонаж на обложке - Альфонс Элрик |
| В битве с сопротивлением Бриггса Кинг Брэдли падает в ров. Чтобы воздать должное капитану Бакканиру и старику Фу, Лин Яо и Жадность решают объединить силы с сопротивлением, чтобы остановить подчиненных Отца. Тем временем на базе Отца один из его людей перерезает горло Ризе Хоукай, чтобы убедить Мустанга провести трансмутацию. Однако вмешиваются химеры и Мэй и помогают Мустангу исцелить Ризу. Поняв, что Мустанг не будет выполнять трансмутацию человека, Брэдли и Гордость устраивают засаду для Мустанга, и заставляют его выполнить трансмутацию против воли, в результате чего он лишается зрения. Круга трансмутации переместил Элриков и Изуми в то место, где находятся Отец и Хоэнхейм. Альфонсу удается найти свое настоящее тело во Вратах Истины, но он отказывается возвращать его сейчас, поскольку оно настолько ослабло, что в борьбе с гомункулами оно не помогло, а только мешало. Поэтому на дне базы Отца он появляется как доспех. | | | |
| 26 | Том 26 | 12 августа 2010 ISBN 978-4-7575-2929-8 | ? |
| - 104. «Центр мира» (яп. 世界の中心 , Sekai no Chūshin) - 105. «Престол Господень» (яп. 神の御座 , Kami no Miza) - 106. «В омуте гордыни» (яп. 傲慢の深淵 , Puraido no Shin'en) | - 104. «Центр мира» (яп. 世界の中心 , Sekai no Chūshin) - 105. «Престол Господень» (яп. 神の御座 , Kami no Miza) - 106. «В омуте гордыни» (яп. 傲慢の深淵 , Puraido no Shin'en) | Персонажи на обложке - Эдвард Элрик, Альфонс Элрик, Хоэнхайм и Идзуми Кёртис | Персонажи на обложке - Эдвард Элрик, Альфонс Элрик, Хоэнхайм и Идзуми Кёртис |
| Отец использует пять человек, которые раньше открывали Врата Истины - Эдварда, Альфонса, Изуми, Мустанга и Хоэнхейма - чтобы активировать большой круг трансмутации Аместриса, чтобы поглотить все души в Аместрисе, а затем открыть врата с надписью «Бог» и поглотить его. В результате он обретает божественную силу и новое тело. Однако Хоэнхейм находит изъян в плане Отца, заставив души из его философского камня освобождать души Аместриса ослабляя Отца. После того, как Шрам убивает Брэдли, он активирует круг трансмутации, чтобы увеличить эффективность алхимии других, заставляя Отца отступить. После того, как Эдвард уничтожает тело Гордыни, он и все его друзья были поражены одной из атак Отца. | | | |
| 27 | Том 27 | 22 ноября 2010 ISBN 978-4-7575-3054-6 | ? |
| - 107. «Последняя битва» (яп. 最後の戦い , Saigo no Tatakai) - 108. «Конец путешествия» (яп. 旅路の果て , Tabiji no Hate) | - 107. «Последняя битва» (яп. 最後の戦い , Saigo no Tatakai) - 108. «Конец путешествия» (яп. 旅路の果て , Tabiji no Hate) | Персонаж на обложке - Эдвард Элрик держит шлем Альфонса Элрика Гайдэн (Экста-глава) - «Еще одно странствие подошло к концу» (яп. もうひとつの旅路の果て , Mō Hitotsu no Tabiji no Hate)                                                    | Персонаж на обложке - Эдвард Элрик держит шлем Альфонса Элрика Гайдэн (Экста-глава) - «Еще одно странствие подошло к концу» (яп. もうひとつの旅路の果て , Mō Hitotsu no Tabiji no Hate)                                                    |
| Несмотря на поддержку военных, группа Эдварда не может остановить Отца. У Отца начинаются проблемы из-за нехватки энергии для управления силой «Бога», чтобы восполнить нехватку энергии он пытаться убивать людей. С помощью Мэй Альфонсу удается отдать свою душу существу за Вратами Истины, чтобы заменить сломанных протез Эдварда его настоящей правой рукой. Эдварду удается еще больше ослабить Отца, тот забирает Жадность из тела Лина, но Жадность использует этот шанс, чтобы позволить Эдварду уничтожить его. Поверженный Отец оказывается в ловушке во Вратах Истины, к которым Эдвард снова обращается, чтобы спасти Альфонса. Вместо того, чтобы жертвовать своим телом, Эдвард предлагает свои собственные Врата Истины, которые являются источником его алхимических способностей, в обмен на возвращение души и тела Альфонса. Вскоре после этого Хоэнхейм, потеряв весь свой Философский камень, умирает. Братья Элрики возвращаются в свой родной город Ризенбург. Два года спустя Мустангу поручают помочь в реконструкции Ишвара в обмен на зрение. Элрики решают путешествовать по миру и изучать секреты алхимии, желая отплатить всем тем, кого они встретили и помогать другим. Альфонс отправляется в Син, чтобы изучать восточную алхимию с Мэй Чан. Эдвард успешно делает предложение Уинри и затем направляется в путешествие на Запад. | | | |